# 克羅斯比 (明尼蘇達州)
克羅斯比（英語：Crosby）是一個位於美國明尼蘇達州克羅溫縣的城市。

## 人口
根據2020年美國人口普查的數據，克羅斯比的面積為9.66平方千米，當中陸地面積為7.65平方千米，而水域面積為2.01平方千米。當地共有人口2360人，而人口密度為每平方千米244人。